# Boost-glide

Manovra di rientro con uscita temporanea dall'atmosfera

Una traiettoria boost-glide di un veicolo spaziale è una particolare manovra di rientro a Terra dallo spazio che comprende una temporanea risalita sopra l'atmosfera terrestre per aumentare il tempo di dissipazione dell'energia cinetica e ridurre la temperatura a cui è sottoposto lo scudo termico protettivo. Questa manovra è stata effettuata come routine per le missioni del programma Apollo; la navicella Orion potrebbe effettuare una manovra simile con rientri multipli. 